# La Vaudoise (barque)
Pour les articles homonymes, voir La Vaudoise.
La Vaudoise est une barque du Léman destinée au transport des marchandises et utilisée sur le lac Léman. Elle navigue régulièrement sur le lac et participe à des rassemblements, dont aux fêtes maritimes de Brest et de Douarnenez (Brest 2004).

## Histoire

La Vaudoise et lItalie dans le port d'Ouchy.

Construite en 1932 sur la rive française du lac, elle est, avec La Neptune, l'un des derniers exemplaires de ce type d'embarcation typique des eaux du canton de Vaud. Après avoir été achetée par les « Pirates d'Ouchy » en 1948, La Violette fut rebaptisée en La Vaudoise puis successivement restaurée et améliorée.
En juillet 2004, après 6 jours d'un voyage long de 1 257 km La Vaudoise rejoint le port de Brest à l'occasion des fêtes maritimes de Brest où elle vogue pour la première fois de son histoire dans des eaux salées. Elle avait déjà vogué hors des eaux du Léman, sur le lac des Quatre-Cantons.

Le 16 octobre 2014 La Vaudoise est sortie de l'eau pour d'importants travaux de réfection qui dureront six mois. L'opération de mise en cale sèche dure près de deux heures. Les travaux sont confiés au chantier du Guip. Les travaux comprennent le changement des bordages, une restauration du pont, un changement des apoustis ainsi que de la quille. Le coût des travaux est initialement estimé à 1,35 million de francs, mais lors de l'avancement des travaux, il doit être revu à la hausse et atteint finalement 1,6 million de francs. En effet, des champignons infectant le bois de certaines membrures, de l'antalon arrière et de l'étrave sont découverts forçant à les changer intégralement par principe de précaution. Le bois utilisé pour les bordages est du mélèze de Trient en Valais.

Détail

Le 29 avril 2015, vers 10 h 30, la barque est remise à l'eau. Les derniers travaux sont encore apportés et la restauration se termine lors de la dernière semaine du mois de mai 2015. Un week-end de festivités est alors organisé pour marquer cet événement.
La précédente restauration du bateau date de 1982.
La Vaudoise est classée monument historique dans le canton de Vaud. Il s'agissait du seul monument historique flottant jusqu'en 2011 - année où les huit bateaux Belle Epoque de la CGN (Compagnie générale de navigation), sur le Léman, ont également été classés.